# Artur Domènech i Mas
Artur Domènech i Mas (Barcelona, 13 de juliol de 1878 - 29 d'abril de 1936) va ser un esperantista, llibreter, professor de llatí i sindicalista català. Fou sogre de l'escriptor i esperantista Jaume Grau Casas.
Artur Domènech va aprendre la llengua auxiliar internacional esperanto el 1913. Al cap de pocs mesos ja n'era professor, activitat que va desenvolupar durant dècades. També va formar part de l'equip de redacció de la revista Kataluna Esperantisto i va ser president de diversos grups locals, així com secretari de la Kataluna Esperantista Federacio. Va ser president i secretari dels Jocs Florals Internacionals, on va guanyar diversos premis. També va fer traduccions de Joan Puig i Ferreter per a l'antologia de literatura catalana en esperanto Kataluna Antologio, editada pel seu gendre Jaume Grau Casas. Un any després de la seva mort es va publicar el llibre pòstum Poemoj (1937), de temàtica amorosa, editat també per Jaume Grau Casas. De fet, l'obra comença amb una dedicatòria inicial de l'editor "Je la memoro de mia bopatro Artur Domènech", qui s'havia casat amb la seva filla Angelina Domènech i Burguera. Alguns poemes d'Artur Domènech apareixen a l'antologia de la literatura original en esperanto Esperanta Antologio (1984) editada per William Auld, així com a la Concise Encyclopedia of the Original Literature of Esperanto, 1887-2007, de Geoffrey Sutton.